# Spilosmylus
Spilosmylus är ett släkte av insekter. Spilosmylus ingår i familjen vattenrovsländor.

## Dottertaxa tillSpilosmylus, i alfabetisk ordning[1]
- Spilosmylus africanus
- Spilosmylus alleni
- Spilosmylus alticolus
- Spilosmylus amarillus
- Spilosmylus analis
- Spilosmylus annulatus
- Spilosmylus apoanus
- Spilosmylus araucariensis
- Spilosmylus arishensis
- Spilosmylus asahinai
- Spilosmylus ateritriangulus
- Spilosmylus aureus
- Spilosmylus basalis
- Spilosmylus bernhardensis
- Spilosmylus bimaculatus
- Spilosmylus bossei
- Spilosmylus brandti
- Spilosmylus camerunensis
- Spilosmylus ceyloniensis
- Spilosmylus collarti
- Spilosmylus conspersus
- Spilosmylus cornutus
- Spilosmylus darjeelingensis
- Spilosmylus elongatus
- Spilosmylus epiphanes
- Spilosmylus flavicornis
- Spilosmylus formosus
- Spilosmylus fraternus
- Spilosmylus fumosus
- Spilosmylus fuscomaculatus
- Spilosmylus gressitti
- Spilosmylus griseofasciatus
- Spilosmylus inclytus
- Spilosmylus inquinatus
- Spilosmylus interlineatus
- Spilosmylus inthanonensis
- Spilosmylus ismayi
- Spilosmylus javensis
- Spilosmylus kruegeri
- Spilosmylus laetus
- Spilosmylus latipennatus
- Spilosmylus leletensis
- Spilosmylus leucomatodes
- Spilosmylus lichenoides
- Spilosmylus lieftincki
- Spilosmylus lineatocollis
- Spilosmylus loloensis
- Spilosmylus ludinganus
- Spilosmylus majalis
- Spilosmylus malgassicus
- Spilosmylus misoolensis
- Spilosmylus modestus
- Spilosmylus monticolus
- Spilosmylus navasi
- Spilosmylus nebulosus
- Spilosmylus neobritannicus
- Spilosmylus nephelius
- Spilosmylus nesaeus
- Spilosmylus nipponensis
- Spilosmylus obliquus
- Spilosmylus ocellatus
- Spilosmylus pictus
- Spilosmylus pretiosus
- Spilosmylus proximus
- Spilosmylus punctatus
- Spilosmylus pustulatus
- Spilosmylus rattanensis
- Spilosmylus reflexus
- Spilosmylus saishiuensis
- Spilosmylus sibilensis
- Spilosmylus sigiensis
- Spilosmylus sinuosus
- Spilosmylus subtilis
- Spilosmylus sumatranus
- Spilosmylus sumbanus
- Spilosmylus tjederi
- Spilosmylus togoensis
- Spilosmylus toxopeusi
- Spilosmylus triseriatus
- Spilosmylus tristis
- Spilosmylus tuberculatus
- Spilosmylus weiensis
- Spilosmylus vernans
- Spilosmylus xaverii